# 東京外国語大学アジア・アフリカ言語文化研究所
東京外国語大学アジア・アフリカ言語文化研究所（とうきょうがいこくごだいがくあじああふりかげんごぶんかけんきゅうじょ）は、東京外国語大学の附置研究所で、「アジアおよびアフリカの言語文化に関する総合研究、ならびにこれらの地域の言語に関する辞典の編纂、および教育訓練を行なうこと」を目的として設立された研究所である。
2010年4月より共同利用・共同研究拠点に指定されている。略称はAA研、ILCAA。

## 沿革
- 1961年 日本学術会議がアジア・アフリカ諸国についての研究を進めるための共同利用研究所を設立するよう政府に勧告
- 1964年 アジア・アフリカ言語文化研究所が東京外国語大学に附置。日本で最初の人文科学・社会科学系共同利用研究所が設立された。
- 1967年 助手投入を開始
- 1974年 言語研修を本格的に開始
- 1978年 メインフレームコンピュータを導入
- 1983年 国際学術研究総括班事務局が置かれる
- 1991年 4大部門制へ移行
- 1992年 東京外国語大学に地域文化研究科が設置。AA研も博士後期を担当。
- 1995年 文部省（当時）から卓越した研究拠点 (COE) に指定される
- 1996年 COEの国際シンポジウムを開催
- 1997年 附属情報資源利用研究センター (IRC) を設置
- 2001年 中核的研究拠点形成プログラムにGICASが選定
- 2002年 府中キャンパスへ移転
- 2004年 国立大学法人東京外国語大学が発足
- 2005年 プロジェクト研究部を設置
- 2010年4月 共同利用・共同研究拠点に認定される。

## 組織・体制
5つの研究ユニットと2つのセンターで構成されている
研究ユニット
- 情報資源戦略研究ユニット
  - 町田和彦
  - ペーリ・バースカララーオ
  - 豊島正之
  - 荒川慎太郎
  - 伊藤智ゆき
- コーパス研究ユニット
  - 中谷英明
  - 芝野耕司
  - 峰岸真琴
  - 宮崎恒二
  - 陶安あんど
- 文化動態研究ユニット
  - 深澤秀夫
  - 大塚和夫
  - 高知尾仁
  - 河合香吏
  - 西井凉子
- 政治文化研究ユニット
  - 永原陽子
  - 中見立夫
  - クリスチャン・ダニエルス（唐立）
  - 太田信宏
  - 近藤信彰
- 言語動態研究ユニット
  - 中山俊秀
  - 稗田乃
  - 新谷忠彦
  - 呉人徳司
  - 星泉
  - 塩原朝子

センター
- 附属情報資源利用研究センター (IRC)
  - 栗原浩英
  - 高島淳
  - 三尾裕子
  - 小田淳一
  - 澤田英夫
  - 渡辺己

- フィールドサイエンス研究企画センター (FSC)
  - 黒木英充
  - 真島一郎
  - 飯塚正人
  - 床呂郁哉
  - 椎野若菜
  - 高松洋一

### 運営諮問委員会

#### 運営諮問委員会委員
- 家田修
- 上野善道
- 倉沢愛子
- 小泉潤二
- 竹中英俊
- 立本成文
- 田中二郎
- 長野泰彦
- 原ひろ子
- 水島司
- 渡辺興亜

## 歴代所長

### 歴代所長
1. 岡正雄 (1964 - 1972)
2. 徳永康元 (1972 - 1974)
3. 北村甫 (1974 - 1983)
4. 梅田博之 (1983 - 1989)
5. 山口昌男 (1989 - 1991)
6. 上岡弘二 (1991 - 1995)
7. 池端雪浦 (1995 - 1997)
8. 石井溥 (1997 - 2001)
9. 宮崎恒二 (2001 - 2005)
10. 内堀基光 (2005 - 2006)
11. 大塚和夫 (2006 - 2009)
12. 栗原浩英 (2009 - 2013)
13. 三尾裕子 (2013 - 2015)
14. 飯塚正人 (2015 - 2019)
15. 星泉 (2019 - 現在)

## 関係者
名誉教授
- 石井溥
- 池端雪浦
- 梅田博之 - 麗澤大学学長
- 大江孝男
- 岡正雄
- 岡田英弘
- 小川了
- 加賀谷良平
- 上岡弘二
- 川田順造
- 北村甫 - 元麗澤大学学長
- 坂本恭章
- 内藤雅雄
- 中嶋幹起
- 中野暁雄
- 中村平次
- 奈良毅
- 羽田亨一
- 日野舜也
- 家島彦一 - 早稲田大学教育学部特任教授
- 山口昌男 - 札幌大学学長

元所員
- 新井和広
- 板垣雄三
- 内堀基光
- 梶茂樹 - 京都大学アジア・アフリカ地域研究研究科教授
- 辛島昇（1967年～1974年）東京大学名誉教授、放送大学客員教授
- 菊澤律子
- 栗本英世（1987年4月～1992年3月）大阪大学人間科学研究科教授
- 新免康 - 中央大学文学部教授
- 田辺明生 - 京都大学人文科学研究所助教授
- 徳永康元
- 中沢新一 - 明治大学野生の科学研究所所長
- 西尾哲夫 -  国立民族学博物館民族社会研究部教授
- 根本敬 - 上智大学教授
- 羽田亨一
- 林徹 - 東京大学文学部・人文社会系研究科教授
- 松下周二
- 松村一登 - 東京大学文学部・人文社会系研究科教授
- 水島司  - 東京大学文学部・人文社会系研究科教授
- 守野庸雄
- 湯川恭敏 - 東京大学名誉教授

## 言語研修
アジア・アフリカ地域での現地調査研究やその他の専門的業務に役立たせることを目的として、現地語の会話・読み書きなどの基礎学習を中心とした研修で、毎年、夏季に125～150時間をかけて集中で実施される。言語のみの研修でなく、現地の文化、事情等に関する授業も合わせて行われる。言語研修は、日本の専門研究者と母語話者とが共同で教授にあたり、開講言語が日本でもここでしか受ける機会のない言語がなる場合が多い。

### 過去に開講された言語
| 年度         | 東京会場               | 東京会場                 | 大阪会場（関西会場）   |
| ------------ | ---------------------- | ------------------------ | ---------------------- |
| 2013（平25） | ハウサ語               | アルメニア語（東）       | ウズベク語             |
| 2012（平24） | 台湾語                 | ビルマ語中級             | ベトナム語中級         |
| 2011（平23） | シベ語                 | アムハラ語               | 客家語                 |
| 2010（平22） | アムド・チベット語     | スワヒリ語               | スィンディー語         |
| 2009（平21） | アカン語               | パンジャービー語         | モンゴル語             |
| 2008（平20） | モンゴル語             | フランス語圏アフリカ手話 | トゥヴァ語             |
| 2007（平19） | 現代ウイグル語         | マレー語                 | 広東語（中級）         |
| 2006（平18） | リンガラ語             | サハ語                   | 朝鮮語（中級）         |
| 2005（平17） | ベトナム語中級         | シンハラ語               | ヒンディー語           |
| 2004（平16） | ビルマ語中級           | ベンガル語               | カザフ語               |
| 2003（平15） | マダガスカル語         | スンダ語(名古屋会場)     | ベトナム語             |
| 2002（平14） | ネワール語             | バリ語                   | タイ語                 |
| 2001（平13） | パシュトゥー語         | 福州語                   | ムンダ語               |
| 2000（平12） | アフリカーンス語       | シャン語                 | ペルシャ語             |
| 1999（平11） | フィジー語             | ペルシア語               | ウルドゥー語           |
| 1998（平10） | アイヌ語               | ハヤ語                   | カンナダ語             |
| 1997（平9）  | テルグ語               | モンゴル語               | ハンガリー語           |
| 1996（平8）  | タイ語                 | 現代ヘブライ語           | ヨルバ語               |
| 1995（平7）  | アムハラ語             | チベット語               | 上海語                 |
| 1994（平6）  | ウォロフ語             | ヒンディー語             | トルコ語               |
| 1993（平5）  | 朝鮮語                 | グルジア語               | モンゴル語             |
| 1992（平4）  | ネパール語             | アラビア語エジプト方言   | フィリピン語           |
| 1991（平3）  | エストニア語           | ビルマ語                 | 中国語                 |
| 1990（平2）  | 朝鮮語                 | インドネシア語           | ペルシア語             |
| 1989（平1）  | ベンガル語             | ベトナム語               | アラビア語エジプト方言 |
| 1988（昭63） | ペルシア語             | トルコ語                 | インドネシア語         |
| 1987（昭62） | 中原官話               | タイ語                   | シンハラ語             |
| 1986（昭61） | 西南官話               | タミル語                 | ベンガル語             |
| 1985（昭60） | 朝鮮語                 | カンボジア語             | スワヒリ語             |
| 1984（昭59） | ピリピノ語             | ヨルバ語                 | トルコ語               |
| 1983（昭58） | チベット語             | フィンランド語           | パンジャーブ語         |
| 1982（昭57） | アラビア語エジプト方言 | ハンガリー語             | フルフルデ語           |
| 1981（昭56） | ヒンディー語           | パシュトー語             | 中国語中級             |
| 1980（昭55） | ネパール語             | モンゴル語               | ベトナム語             |
| 1979（昭54） | ハウサ語               | ビルマ語                 | タイ語                 |
| 1978（昭53） | タイ語                 | トルコ語                 | ペルシア語             |
| 1977（昭52） | 広東語                 | マラーティー語           | モンゴル語             |
| 1976（昭51） | ペルシア語             | スワヒリ語               | ビルマ語               |
| 1975（昭50） | カンボジア語           | ベンガル語               |                        |
| 1974（昭49） | 朝鮮語                 | チベット語               |                        |
| 1973（昭48） | チベット語             |                          |                        |
| 1972（昭47） | 福建語                 |                          |                        |
| 1971（昭46） | スワヒリ語             | ビルマ語                 |                        |
| 1970（昭45） | アムハラ語             | ヘブライ語               |                        |
| 1968（昭43） | ベンガル語             |                          |                        |
| 1967（昭42） | 朝鮮語                 |                          |                        |

## 所在地・アクセス
- 〒183-8534 東京都府中市朝日町3-11-1
- 西武多摩川線多磨駅より徒歩5分